# Dante y Oreo

## Dante y Oreo
Dante y Oreo es un artista y anteriormente YouTuber llamado Dante. Nació el 7 de noviembre de 2018 y actualmente tiene 6 años. Su gato Oreo, es el que lo inspira a publicar canciones, por eso ha decidido que su nombre artístico sea este. Su última canción publicada es "Oreo" donde habla sobre su gato. Fue publicada en YouTube el 22 de mayo y en todas las plataformas digitales el 6 de junio. Actualmente la puedes escuchar donde quieras. Su próxima canción titulada "Oreo y Reina" saldrá en muy poco tiempo, no lo ha anunciado realmente, pero se piensa esto por los spoilers de su Tiktok. Esta canción tratará sobre cómo se conocieron Oreo y la perra de Dante, Reina. Fans también imaginan que la siguiente canción estará titulada "Oreo y Zeus" por el perro de Dante, Zeus. Dante anteriormente se dedicaba a subir videos de entretenimiento a YouTube hasta que le borraron la cuenta. Se ha hecho otra, pero hasta el momento solo publica sus canciones.

## Canciones
- Oreo
Publicada en YouTube el 22 de mayo.
Publicada en todas las plataformas digitales el 6 de junio.

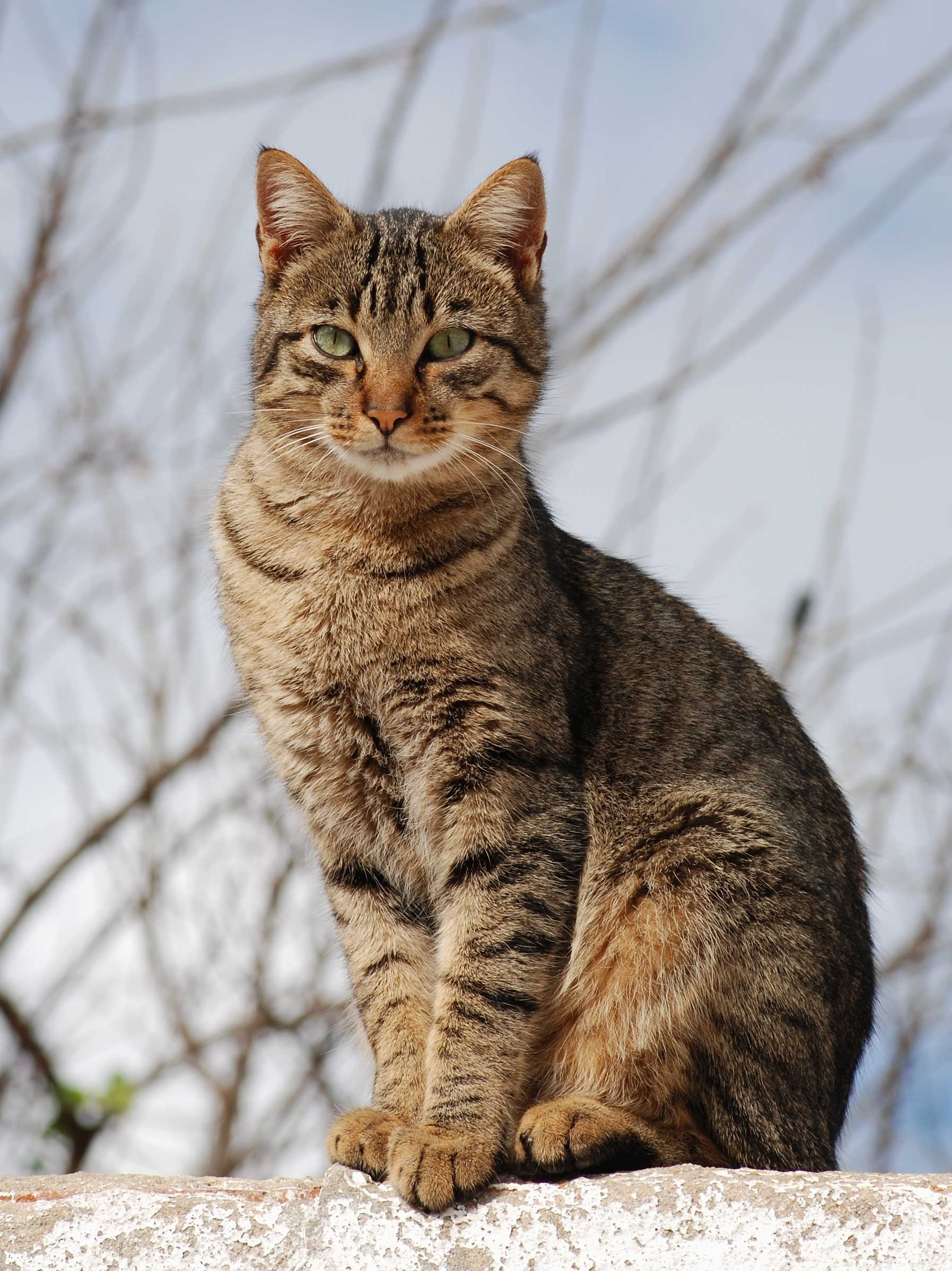

Primera canción de Dante y Oreo.
Habla sobre Oreo.
- Oreo y Reina